# Fusa (provincie)

Kaart van de voormalige Japanse provincies (1868) met Kazusa, hoog-Fusa, in het rood

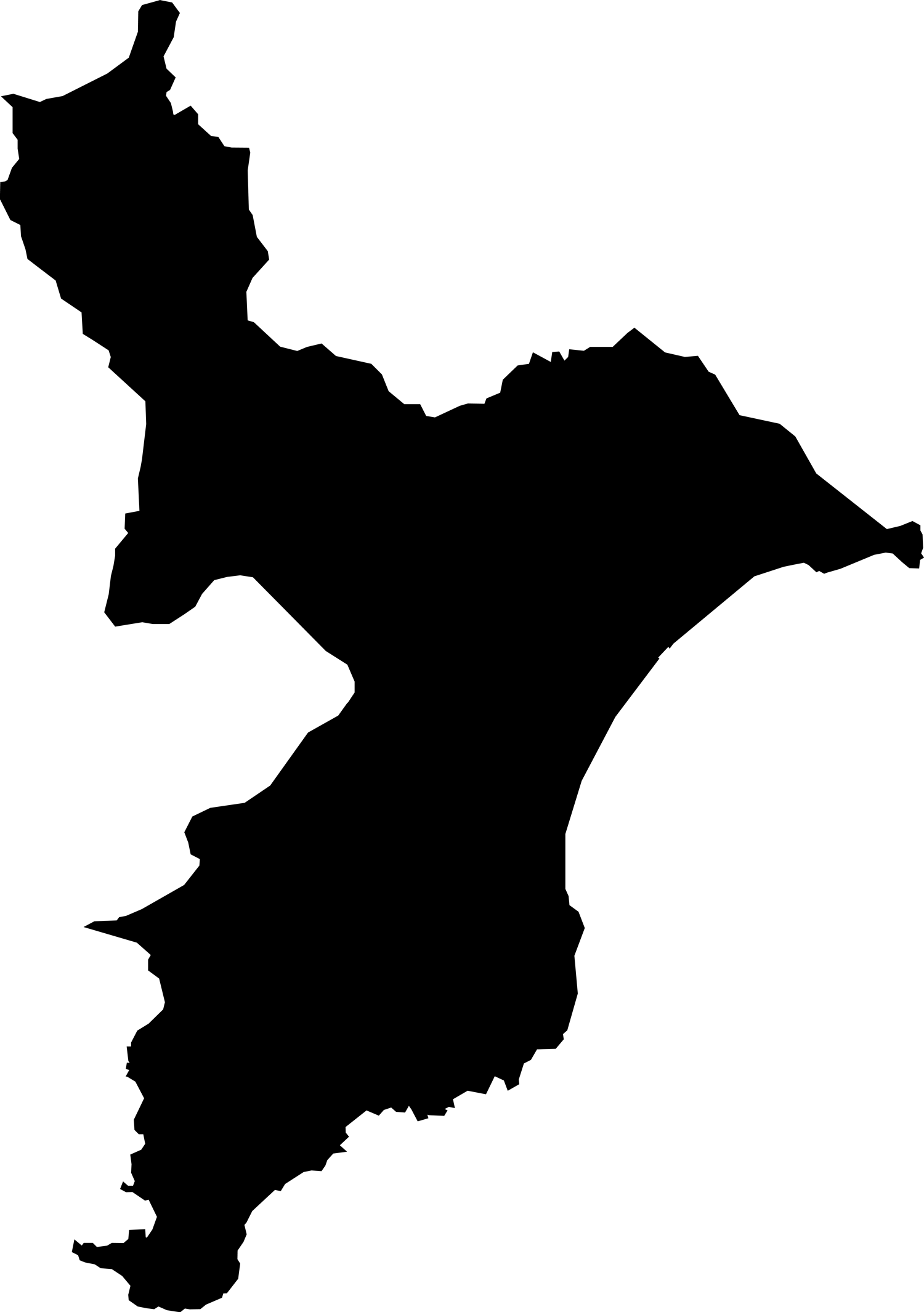
Fusa

Fusa (総国, Fusa no kuni) is een voormalige provincie van Japan, gelegen in de huidige prefectuur Chiba. De provincie lag op het schiereiland Boso (房総半島). Fusa lag naast de provincies Musashi, Shimotsuke, en Hitachi. De provincie werd opgesplitst in Hoog-Fusa (Kazusa) en Laag-Fusa (Shimousa). De provincie Awa splitste zich later weer af van Kazusa.
Aki · Awa (Kanto) · Awa (Shikoku) · Awaji · Bingo · Bitchu · Bizen · Bungo · Buzen · Chikugo · Chikuzen · Chishima · Dewa · Echigo · Echizen · Etchu · Fusa · Harima · Hi · Hida · Hidaka · Higo · Hitachi · Hizen · Hoki · Hyuga · Iburi · Iga · Iki · Inaba · Ise · Ishikari · Iwaki (718) · Iwaki (1868) · Iwami · Iwase · Iwashiro · Iyo · Izu · Izumi · Izumo · Kaga · Kai · Kawachi · Kazusa · Keno · Kibi · Kii · Kitami · Koshi · Kozuke · Kushiro · Mikawa · Mimasaka · Mino · Musashi · Mutsu · Nagato · Nemuro · Noto · Oki · Omi · Oshima · Osumi · Owari · Rikuchu · Rikuzen · Riukiu · Sado · Sagami · Sanuki · Satsuma · Settsu · Shima · Shimōsa · Shimotsuke · Shinano · Shiribeshi · Suo · Suruga · Suwa · Tajima · Tamba · Tane · Tango · Teshio · Tokachi · Tosa · Totomi · Toyo · Tsukushi · Tsushima · Ugo · Uzen · Wakasa · Yamashiro · Yamato · Yoshino